# Budynin

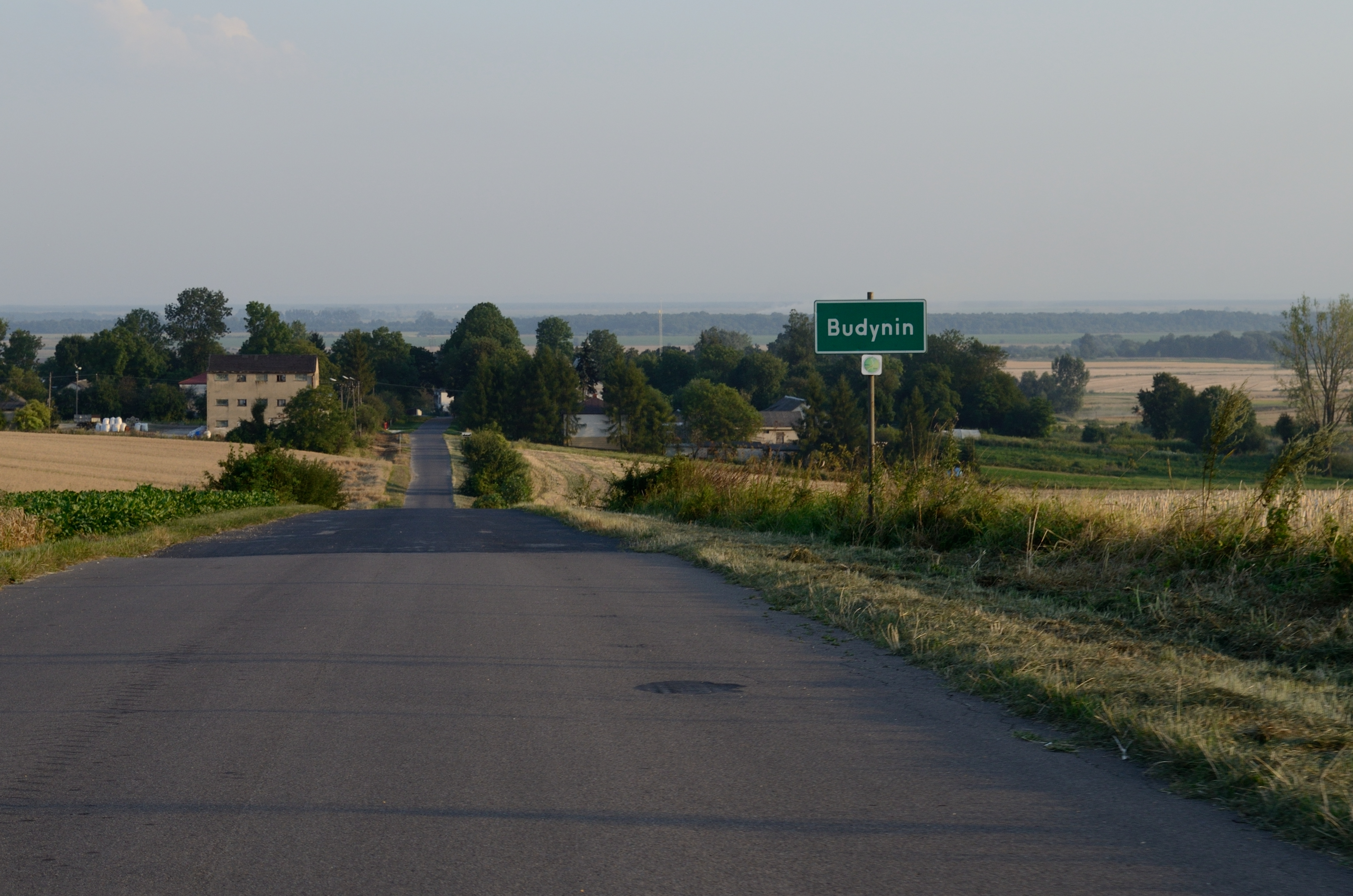
Widok na wieś

Budynin – wieś w Polsce położona w województwie lubelskim, w powiecie tomaszowskim, w gminie Ulhówek.
Wieś jest sołectwem w gminie [Ulhówek. Według Narodowego Spisu Powszechnego z roku 2011 wieś liczyła 151 mieszkańców.
Wierni Kościoła rzymskokatolickiego należą do parafii Matki Bożej Królowej Polski w Machnówku. W miejscowości znajduje się zabytkowa drewniana cerkiew Niepokalanego Poczęcia NMP użytkowana obecnie jako kościół filialny.

## Położenie geograficzne
W latach 1975–1998 miejscowość administracyjnie należała do województwa zamojskiego.

## Historia
W 1437 właścicielem wsi był Wyszel Rogala i wtedy drogą zamiany przeszła w ręce Piotra Dziektarzewa z ziemi płockiej, który później przyjął nazwisko Budyniński. W 1463 Budynin kupił kasztelan bełski Jan Magier. Magierowie sprzedali wieś w 1554 staroście hrubieszowskiemu Andrzejowi Dembowskiemu.
W II Rzeczypospolitej wieś w powiecie sokalskim województwa lwowskiego. Folwark w Budyninie należał do Żyda Nuchima Reisza. W 1944 nacjonaliści ukraińscy z OUN – UPA zamordowali we wsi 10 Polaków, grabiąc i paląc polskie zagrody.
W latach 1945–1947 większość mieszkańców wsi została wysiedlona.

## Ludność
Budynin według danych na koniec 2011 liczył 151 mieszkańców w tym 76 kobiet i 75 mężczyzn. Było 89 osób w wieku produkcyjnym, 35 w wieku przedprodukcyjnym i 27 w wieku poprodukcyjnym. W ostatnich latach zaznaczyła się tendencja spadkowa liczby ludności (w 1998 wieś liczyła 173 mieszkańców; w 2002 – 175, a w 2009 – 153).

## Zabytki
W miejscowości znajdują się następujące obiekty zabytkowe:
- Drewniana Cerkiew greckokatolicka pw. Niepokalanego Poczęcia NMP, obecnie kościół filialny rzymskokatolicki pw. Opieki NMP, należący do parafii w Machnówku. Wzniesiona w 1887, z zachowaniem tradycji dawnego budownictwa cerkiewnego, na miejscu drewnianej cerkwi istniejącej już w 1774. Budowla duża, trzykopułowa, z ozdobną galeryjką arkadową i wydatnymi wysokimi okapami. Wewnątrz znajduje się polichromia o tradycjach barokowych, wykonana w 1892 oraz częściowo zachowany ikonostas. W skład wyposażenia wchodzą między innymi ławki i stalle przeniesione z kościoła dominikanek w Bełzie.
- Dzwonnica, drewniana, wzniesiona jednocześnie z cerkwią z jednym dzwonem, zapewne z XVIII wieku.
- Przydrożna figura kamienna z I połowy XIX w. na cmentarzu przycerkiewnym. Na czworobocznym postumencie znajduje się rzeźba św. Floriana.

## Turystyka
- Budynin leży na trasie Transgranicznego szlaku turystycznego Bełżec – Bełz, z atrakcją turystyczną jaką jest znajdująca się we wsi zabytkowa cerkiew z 1887[14].